# Сарнів

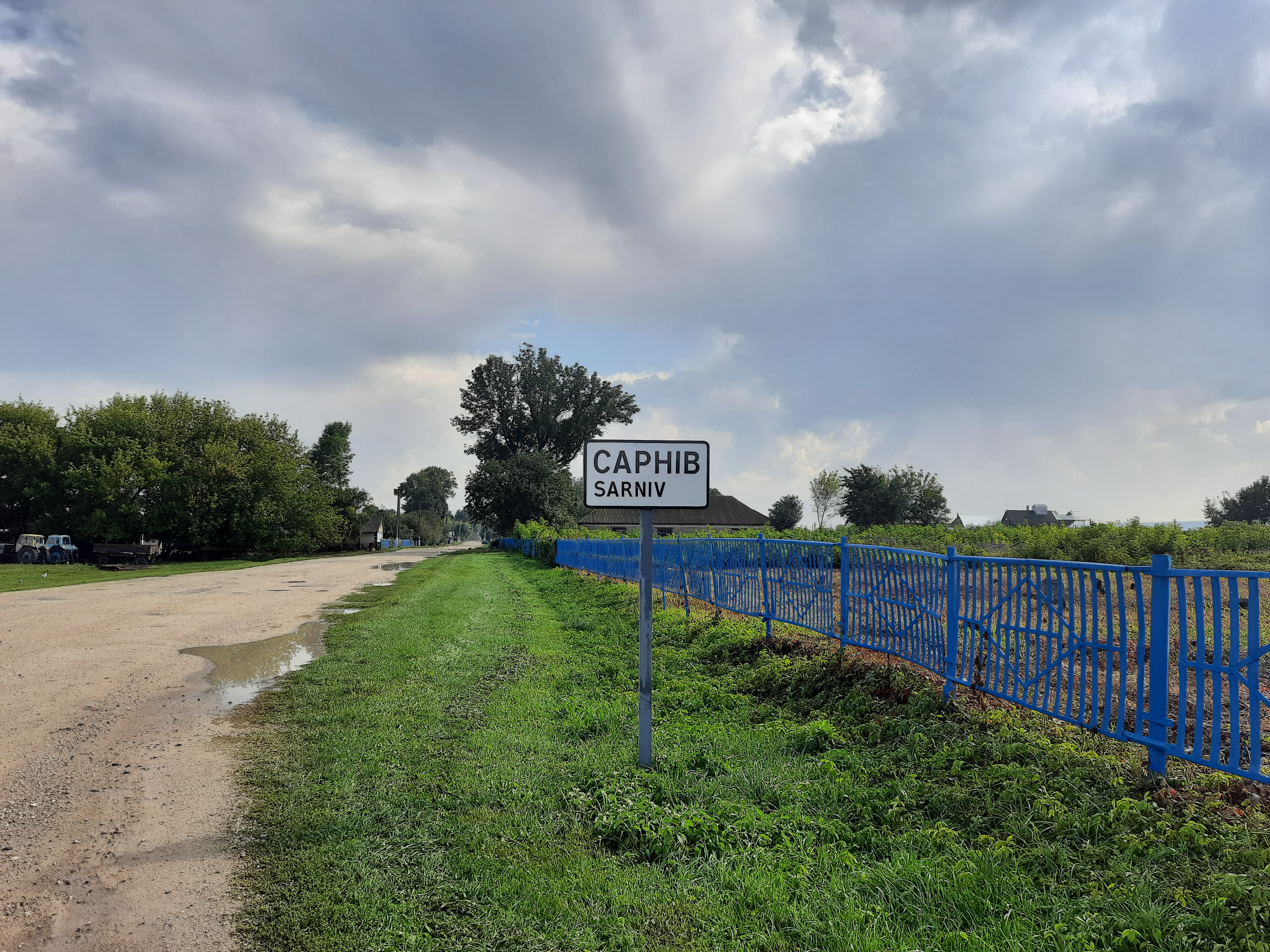
Дорожній знак при в'їзді в село

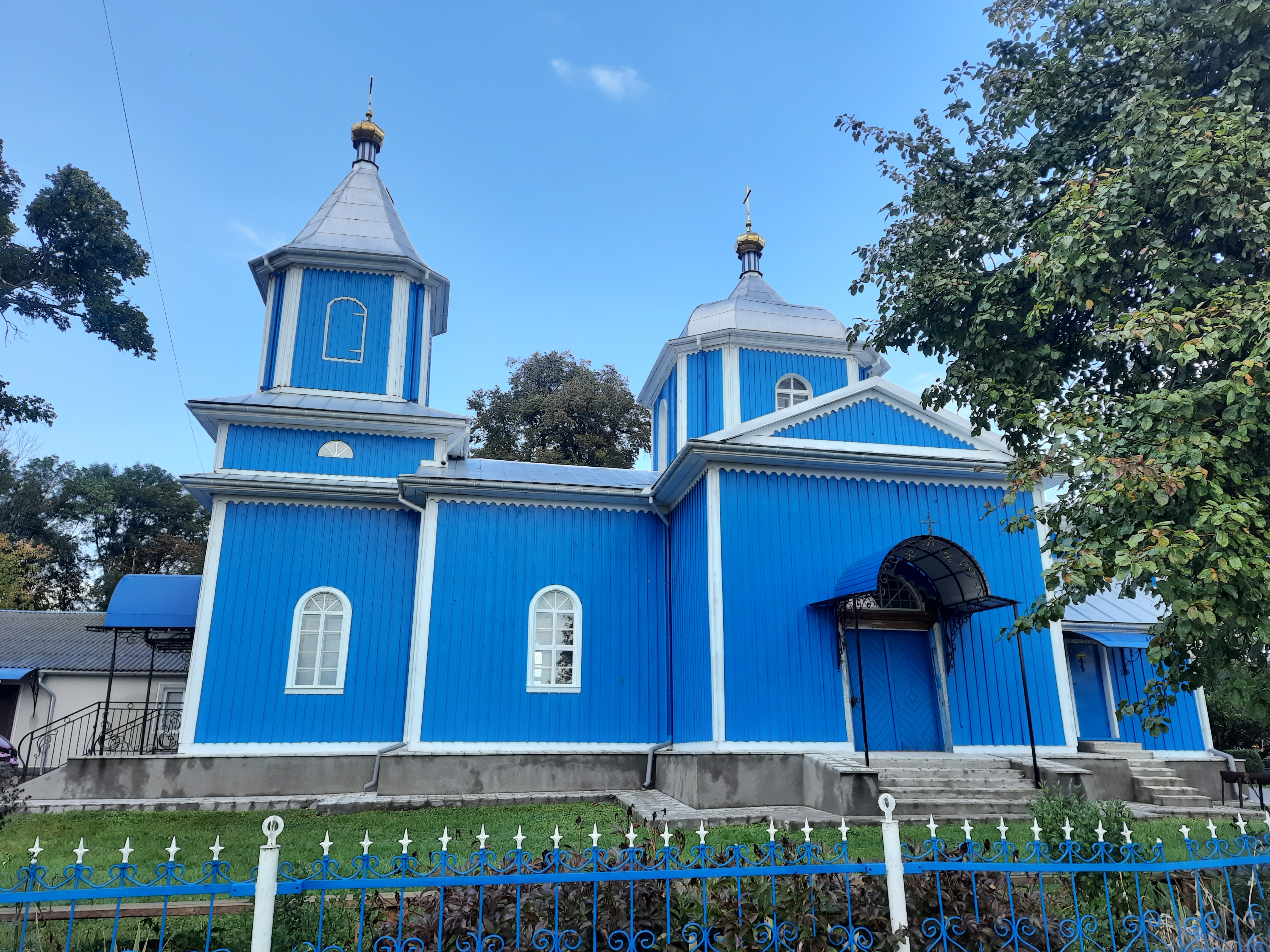
Хрестовоздвиженська церква

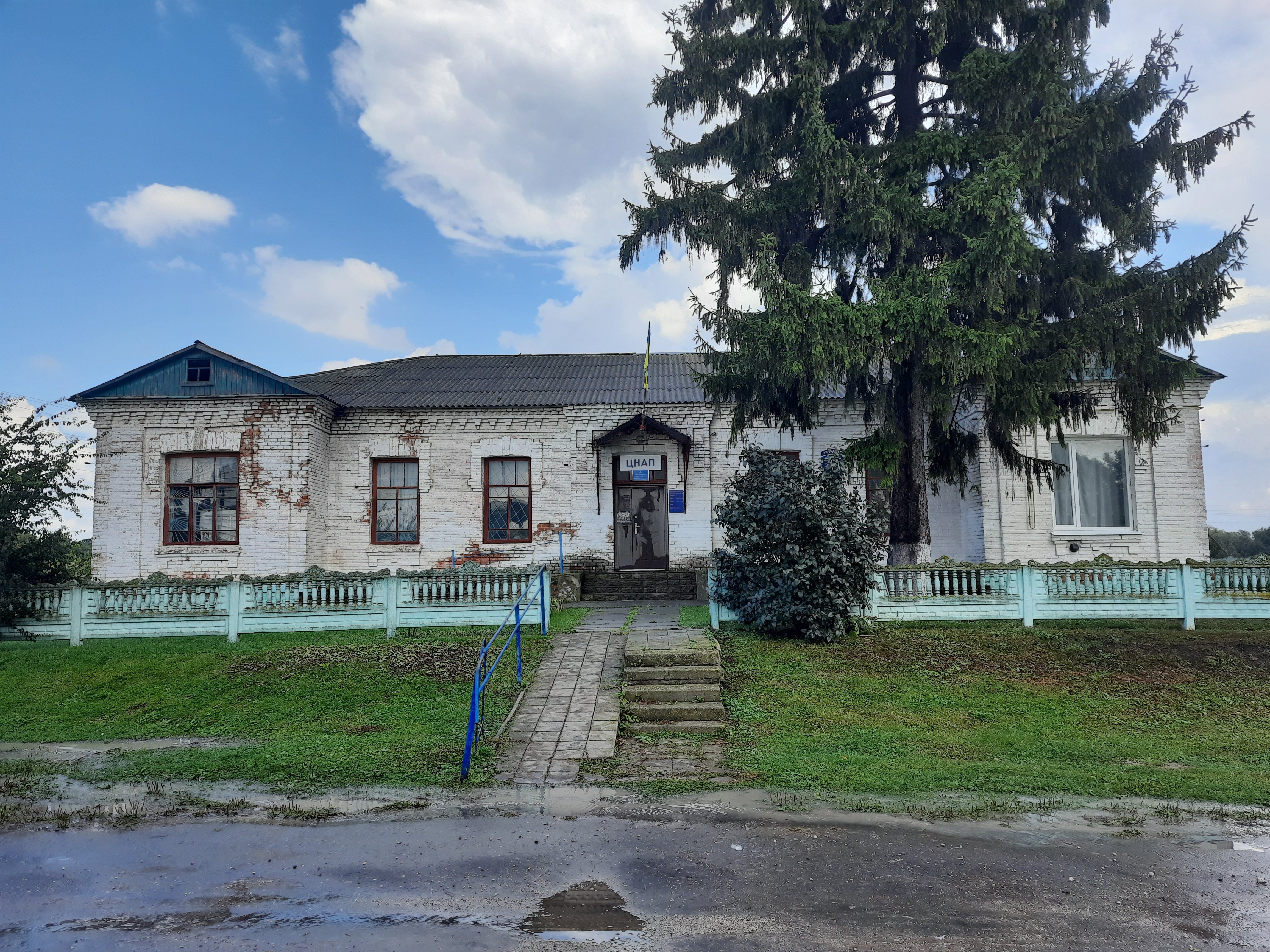
Будівля старої школи

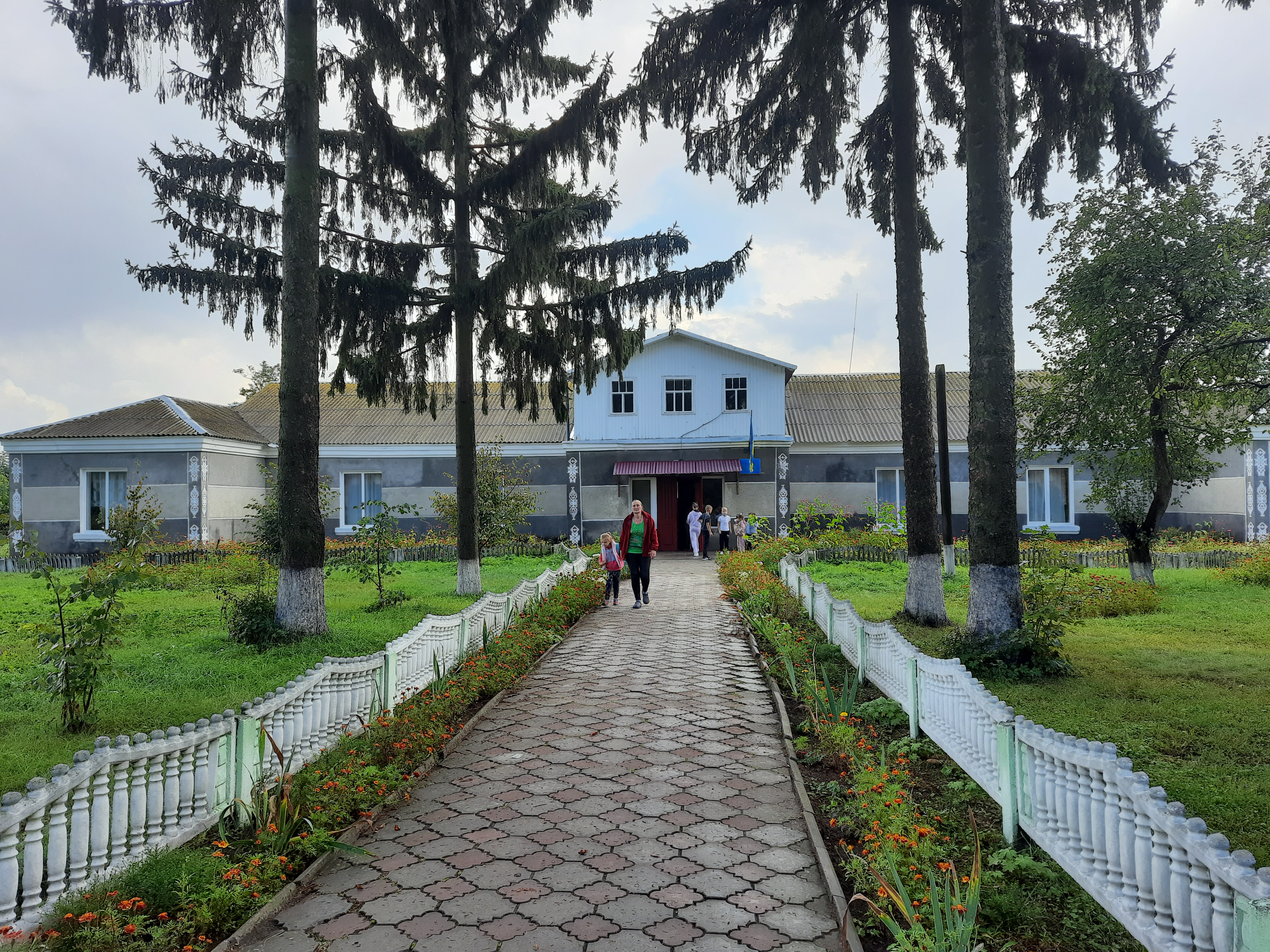
Дитячий садок

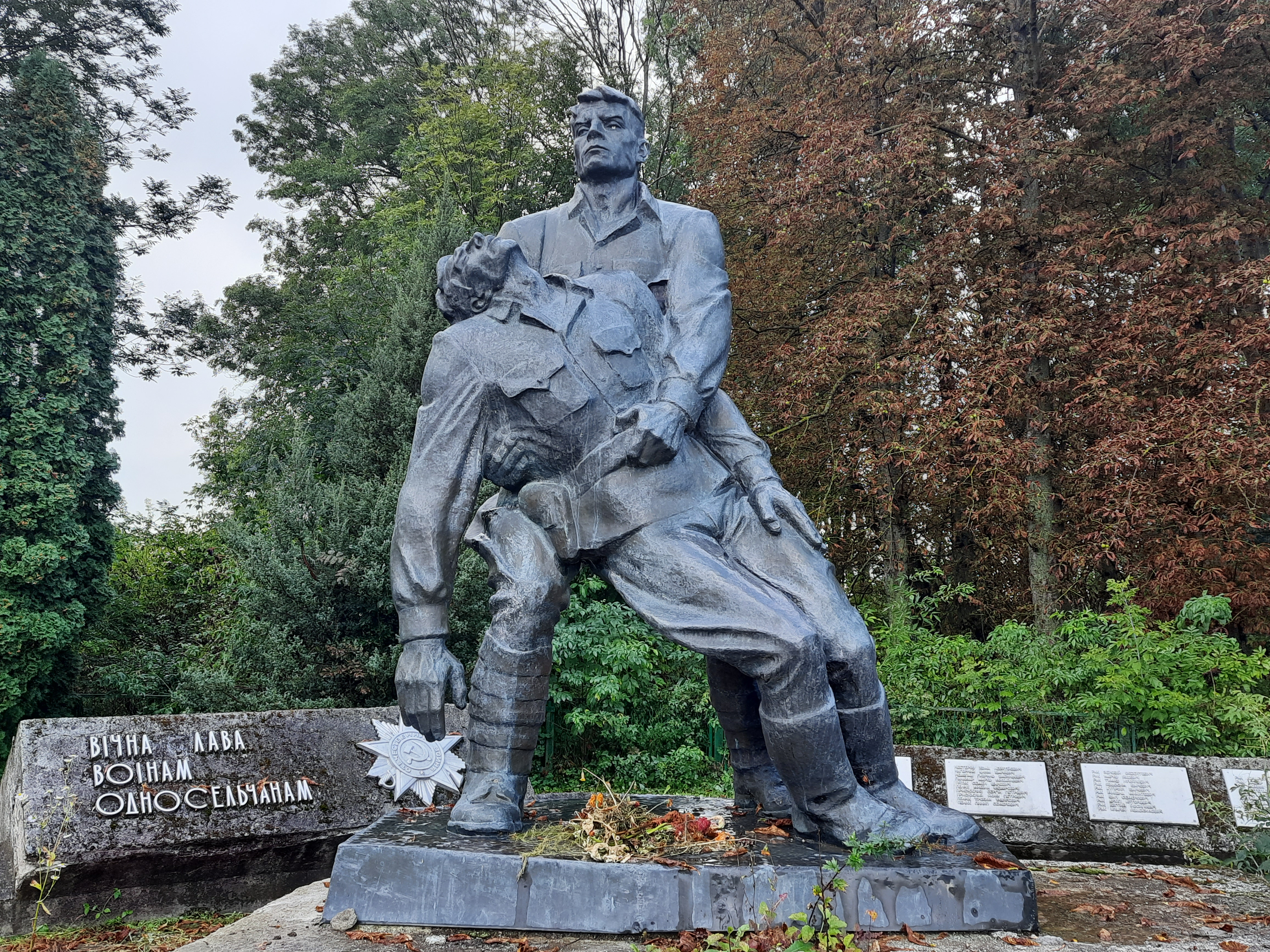
Пам'ятний знак на честь воїнів-односельців

Са́рнів — село в Україні, у Війтовецькій селищній територіальній громаді Хмельницького району Хмельницької області. Населення становить 452 особи.

## Історія

### Походження назви
Про походження назви села Сарнів є дві версії.
Перша версія — назва села походить від назви дикої кози — сарни, яких було багато в давнину. На цю версію спирається Степан Пушик у своєму творі «Світовид» (дослідник з рівненщини М. П. Ялко). Подібні назви мають місто Сарни в Рівненській області, річка Сарно в Італії. Друга версія — назва походить від сірководневого джерела, що знаходиться на окраїні села.
За переказом, Сарнів спочатку був передмістям міста Брулів, яка знаходилось між Сарновом і Брунівкою; слідами цього міста були вали та канави в урочищі Волощина.
7 (20) листопада 1917 року, відповідно до Третього Універсалу Української Центральної Ради, увійшло до складу Української Народної Республіки.

## Населення

### Мовний склад
Рідна мова населення за даними перепису 2001 року:
| Мова       | Кількість | Відсоток |
| ---------- | --------- | -------- |
| українська | 450       | 99.56%   |
| російська  | 1         | 0.22%    |
| болгарська | 1         | 0.22%    |
| Усього     | 452       | 100%     |

## Економіка
В селі діють селянські фермерські господарства, що вирощують зернові та технічні культури. Керуючий ферми Врищ М.А.

## Соціальна сфера

### Освіта
Школа. Сарнівська загальноосвітня школа І — ІІ ступенів Волочиської районної ради Хмельницької області (директор — Радунь Світлана Михайлівна).

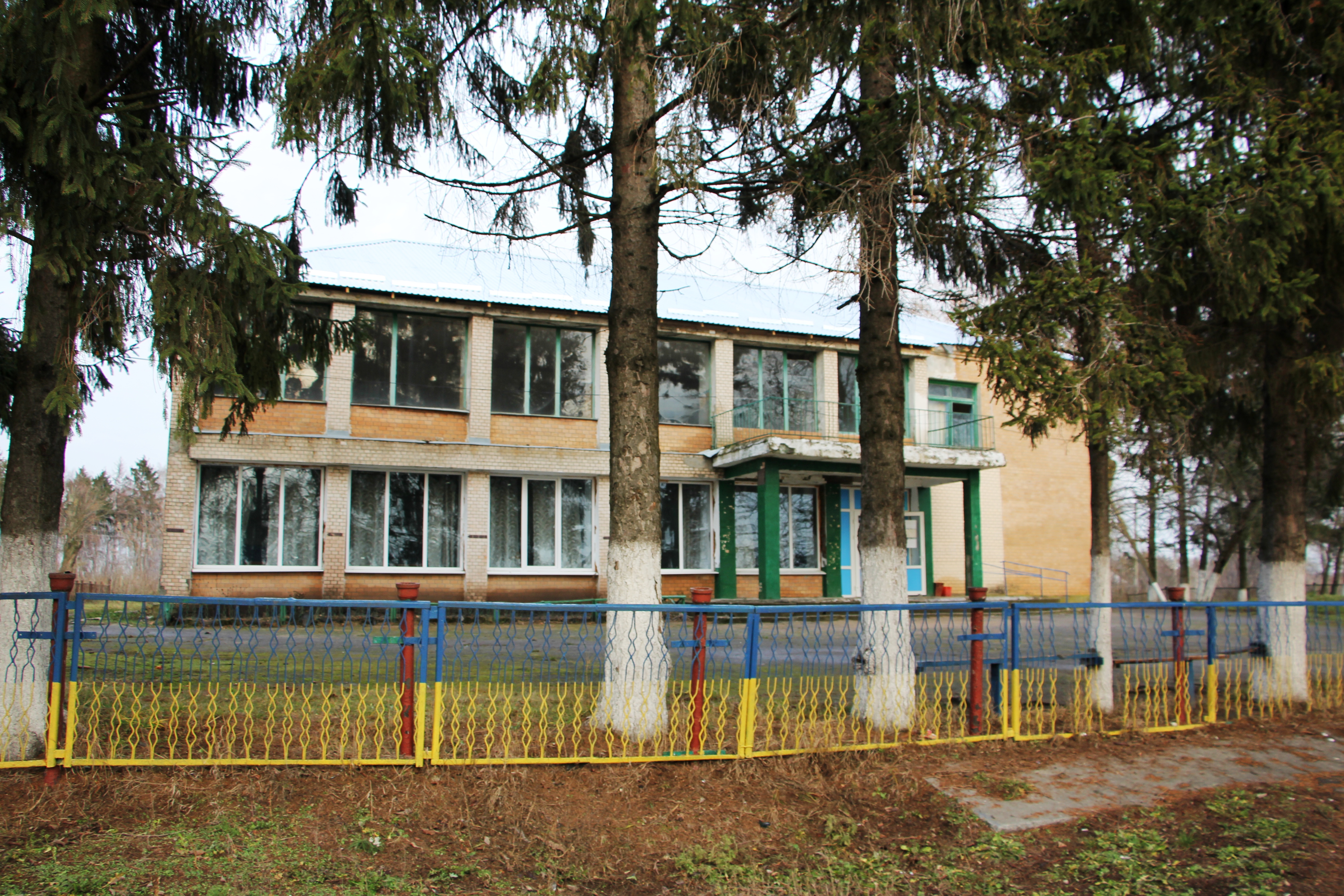
Клуб

## Історичні пам'ятки

### Природні

#### Сірководневе джерело
В селі розміщена гідрологічна пам'ятка природи місцевого значення — «Сірководневе джерело».
Сірководневе джерело відоме далеко за межами села Сарнова. Над джерелом збудовано криницю та названо Загребельною. Криниця зображена на гербі села Сарнова. Вода у ній м'яка і приємна на смак. Кажуть, що в минулому запах сірководню було чути здалеку. Допомагає тим, хто хворіє на шлунок. Біля криниці завжди зупинялися прочани, що йшли до Почаєва. Тут відпочивали, на дорогу брали воду, а щоб подорож була успішною — в криницю кидали монети.
У 40-х роках XX століття було зроблено аналіз води та планувалося збудувати санаторій. Але почалася Друга світова війна. У післявоєнний час уродженка села Сарнова Нестерова знову дослідила воду у Сатанові і пізніше там збудували санаторій. В сарнівській воді немає заліза, а тільки сірководень.

## Пам'ятники
Меморіальний комплекс: Братська могила радянських воїнів, Пам'ятний знак на честь воїнів-односельчан. Створено в 1967 р. Львівською КСФ, заміна — 1992 р. Скульптура — залізобетон, кована мідь, постамент — цегла, цемент, меморіальна плита — чавун. Взято під охорону 11.03.1972 р.

## Релігійне життя
Церква. Дерев'яна церква Воздвиження Чесного Хреста (1856) зведена в стандартизованому синодальному стилі — і стандартно пофарбована блакитним кольором. На фотографіях виглядає імпозантно, а насправді помітно, що за більш як 150 років свого існування капітальних ремонтів не знала: всі частини храму хиляться, валяться, кособочаться.

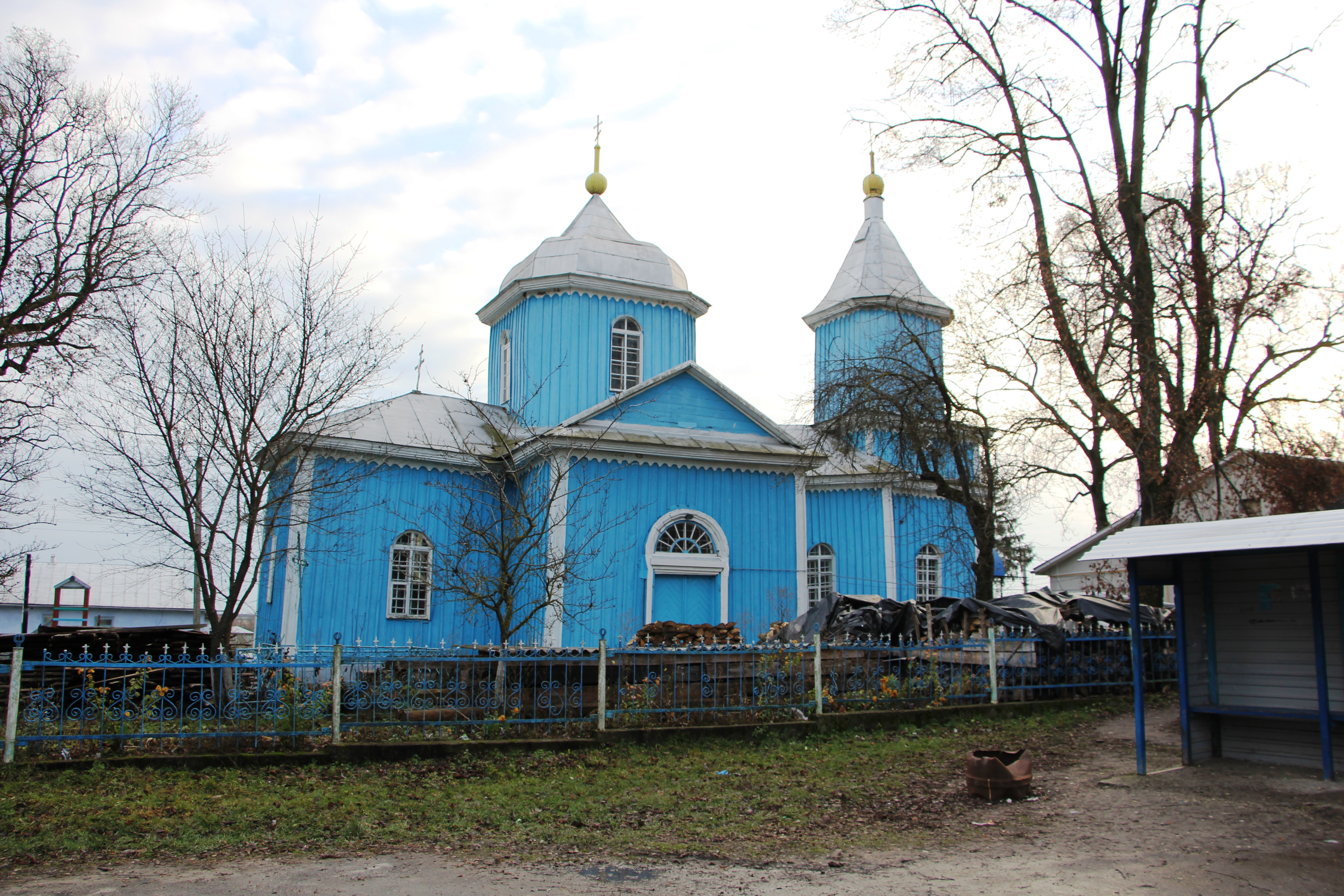
Церква Воздвиження Чесного Хреста 1856
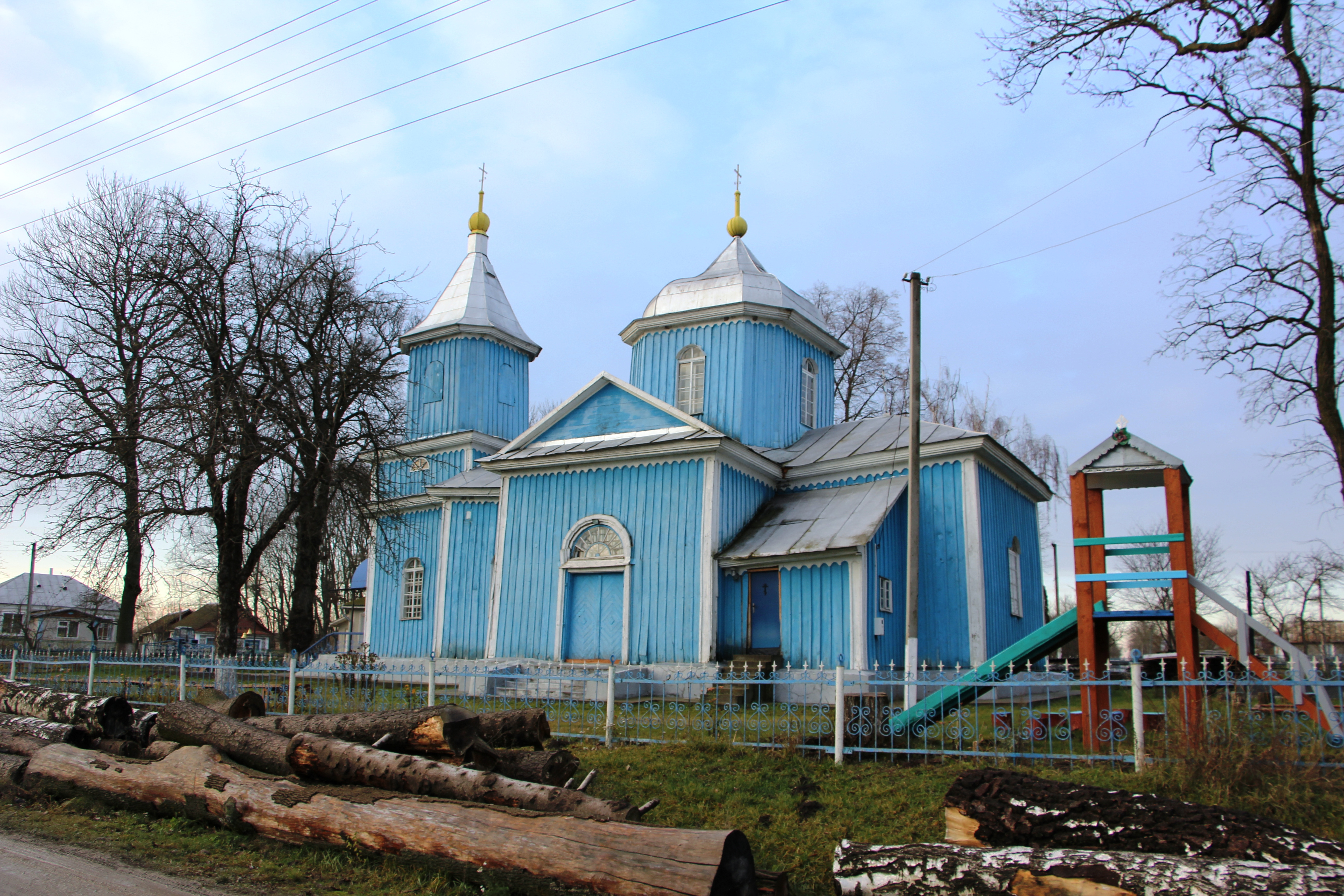
Церква Воздвиження Чесного Хреста 1856
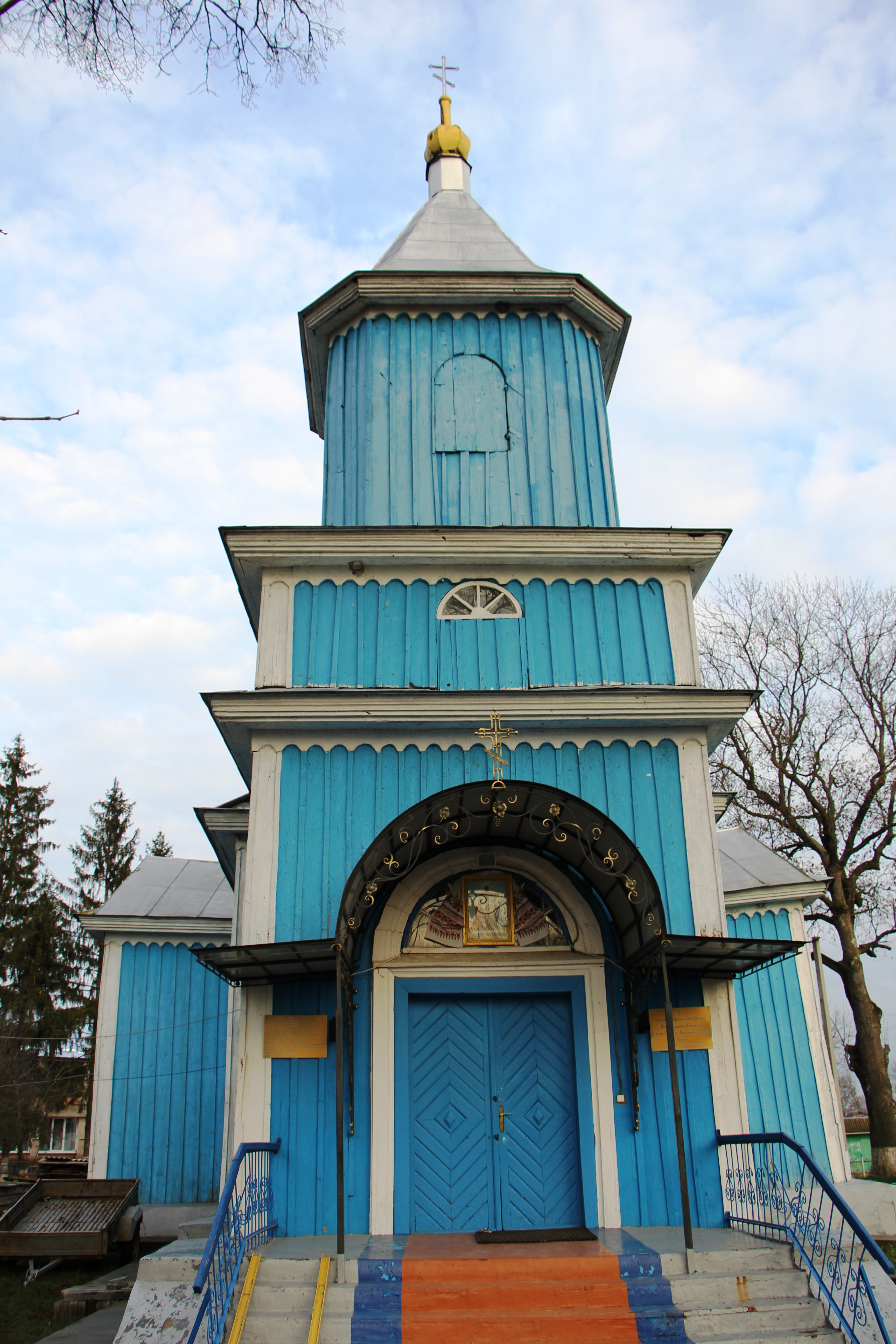
Церква Воздвиження Чесного Хреста 1856

Джерело. Важливу роль релігійного життя в селі відіграє сірководневе джерело. Нове життя джерела почалося після приходу до села настоятеля Сарнівської Хрестовоздвиженської Церкви отця Володимира Герасимчука. Він помітив, що вода зцілює багато недуг, як тілесних так і душевних. На кошти прихожан над джерелом збудовано каплицю та басейн. В стару, намолену Сарнівську церкву приїжджає багато людей за зціленням. Отець Володимир не тільки молився з ними, але й багатьох благословляв на купання в басейні.

## Відомі люди
У цьому селі народилися і жили:
- Микола Мозговий — естрадний співак, народний артист України.
- Присяжний Микола Васильович — вчитель Сарнівської школи впродовж багатьох років. Викладав біологію, хімію і фізкультуру.

## Голодомор у Сарнові
За даними різних джерел в селі в 1932—1933 роках загинуло близько 15 чоловік. На сьогодні встановлено імена 5. Мартиролог укладений на підставі поіменних списків жертв Голодомору 1932—1933 років, складених Сарнівською сільською радою. Поіменні списки зберігаються в Державному архіві Хмельницької області.
- Бохонок Степан, вік невідомий, 1932 р.,
- Марценюк Марта, вік невідомий, 1933 р.,
- Марценюк Петро, вік невідомий, 1933 р.,
- Присяжна Домка, вік невідомий, 1933 р.,
- Присяжний Татарко, вік невідомий, 1932 р.